# Miguel Cortés y López
Miguel Cortés y López (Camarena de Sierra, 16 de febrero de 1777-Valencia, 29 de noviembre de 1854) fue un canónigo, polígrafo, político e historiador aragonés, académico de la Real Academia de la Historia.
Ordenado sacerdote, ejerció como catedrático del Seminario Tridentino de Teruel y posteriormente en el de Segorbe. De reconocida ideología liberal, fue escogido diputado del reino de Aragón en las Cortes Españolas de 1820 y juró la constitución española de 1812, razón por la cual fue juzgado por el Tribunal del Santo Oficio, siendo absuelto. A finales del Trienio Liberal (1823) tuvo que exiliarse en Marsella. Unos años más tarde volvió y se estableció en Barcelona bajo la protección del consulado francés.
Fue escogido nuevamente diputado por Teruel en las Cortes Españolas de 1835-36. Apoyó a la reina Isabel II de España. En 1843 fue nombrado senador por Teruel y en 1844 por Castellón de la Plana.
El 1844 se presentó su candidatura para obispo de Mallorca, pero  renunció y fue nombrado chantre de la catedral de Valencia, cargo que ocupó hasta su muerte. En 1847 fue escogido académico de la Real Academia de la Historia.

## Obras
- Diccionario geográfico-histórico de la España antigua Tarraconense, Bética y Lusitana (1835-1836)
- Compendio de la vida del apóstol San Pablo (1849)
- Apiano de Alejandría, Las guerras ibéricas (traducción, 1836)